# Продакт-плейсмент
Про́дакт-пле́йсмент (англ. product placement, дослівно: — «розміщення продукції» або «прихована реклама») — рекламний прийом, який полягає в тому, що реквізит у фільмах, телепередачах, комп'ютерних іграх, музичних кліпах або книгах має реальний комерційний аналог. Зазвичай демонструється сам рекламований продукт, його логотип, або згадується про його хорошу якість.

## Історія продакт-плейсменту
Історію виникнення продакт-плейсменту пов'язують з появою на екранах американських телевізорів звичайного мультфільму. Персонаж моряка Папая був створений в 1929 році. Історія умовчує, що з'явилося першим — сам Папай чи ідея включити його образ в загальнонаціональну кампанію по оздоровленню способу життя американців, але достовірно відомо, що після появи цього мультфільму споживання консервованого шпинату зросло на 30 % по всій території США.
Ідею продакт-плейсмент з успіхом продовжив продюсер серіалу про агента 007 Альберт Брокколі. Навіть не просто продовжив, а підняв на якісно новий рівень. Почавши роботу з реклами горілки і автомобілів в «Dr. No» 1962 року, він зумів грамотно вписати в пізніші фільми рекламу крупного універсального магазину і молочну компанію, а також масу інших брендів. Звичайно, продукт плейсмент з'являвся і в голлівудських фільмах після Папая, але бондівську епопею можна сміливо назвати другим етапом становлення цього виду прихованої реклами.
Невідомо, що більше надихнуло команду із знаменитим Стівеном Спілбергом на чолі — моряк Папай, Джеймс Бонд чи ще що-небудь. У його фільмі «Іншопланетянин» (E.T.), 1982 року з'явилися солодощі «Reese's Pieces» від компанії Hershey's. У фільмі діти приготували за своїм рецептом «солодку піцу», і E.T. перед такою спокусою не встояв. Після виходу картини в прокат «Reese's Pieces» увійшли до «меню мрії» американських дітей як незмінний атрибут. Продажі виробника злетіли на 65 % (за іншими джерелами — на 70 %). Цей неймовірний успіх підштовхнув багато кінокомпаній на створення спеціальних відділів по продакт- плейсмент, а виробників брендів — на організацію аналогічних відділів вже у себе. Агентства, які спеціалізуються по новому типу реклами, стали з'являтися з неймовірною швидкістю, зараз тільки при Голлівуді їх більше 200. А сам «Інопланетянин» символізує початок третього етапу розвитку продакт-плейсменту — етапу, коли він був визнаний всіма сторонами кінопроцесу — рекламодавцями продюсерами, фахівцями з маркетингу і пресою.2, 6

## Види продакт-плейсменту
Виділяють три основні види продакт-плейсменту:
Візуальний продакт-плейсмент (англ. visual product placement) — продукт, послугу або логотип глядачі можуть просто побачити. У кінокартині це, зазвичай, представлено таким чином: героїня йде по вулиці, і її увагу привертає яскрава вивіска, з логотипом певної компанії, що використала даний вид продакт-плейсменту.
Вербальний (spoken product placement)
У свою чергу даний вид продакт плейсмент поділяється на два підтипи:
Усний (або вербальний) — фраза (діалог), що рекламує продукт, послугу або компанію, — коли актор або «голос за кадром» згадують про продукт, послугу або компанію. Хорошим прикладом служить репліка Форреста Гампа з однойменного фільму після відвідин Білого дому: «Найкраще під час зустрічі з президентом було те, що можна було пити „Dr. Pepper“ стільки, скільки хочеться!».
Невербальний — звук, що є невід'ємною властивістю того чи іншого продукту. Застосовується достатньо рідко.
Взаємодія актора з продуктом — кінестичний (англ. usage product placement) — це, в наш час, найпопулярніший різновид продакт плейсмент, оскільки не завжди легко створити образ тільки за допомогою зображення або звукоряду. 1, 3, 5

## Переваги продакт плейсмент
Розміщення продукту/послуги органічно вплетене в канву художнього твору.
Саме тому глядачів не дратує подібне розміщення, оскільки продакт плейсмент не перериває хід фільму, як пряма реклама, і тому поява товару/послуги сприймається лояльно. Споживач переносить на рекламований продукт своє позитивне ставлення до носія реклами, в даному випадку, до художнього твору.
Відомо, що зірки кіно і телебачення багато в чому формують смаки і погляди населення. Їм властиво бути законодавця моди. Психологи давно відмітили одну дуже «перспективну» особливість глядацького сприйняття: він завжди хоче бути схожим на кіногероя. Причому якщо глядач не може мати таку ж зовнішність, такий же залізний характер або фантастичну чарівність, то він може схопити шматочок його слави, якщо заволодіє такими ж стильними окулярами, такої ж марки машиною і т. д.
Серія американських досліджень показала, що глядача дратує, коли він не може чітко розгледіти назву літака, на якому летить супергерой, або марку годинника, з яким він не розлучається ні вдень, ні вночі.
Наприклад, після того, як у фільмі «Фірма» актор Том Круз випив пиво марки «Ред Страйп», його продажі зросли на 55 %. А фільм «Ризикований бізнес» все з тим же Томом Крузом збільшив продажі окулярів моделі Wayfarer фірми Ray-Ban з 18 000$ до 360 000$ в перший рік, до 720 000$ в другий рік. Компанії вдалося підвищити продажну ціну з $30 до $50.
Продакт-плейсмент є довготривалою маркетинговою інвестицією, яка зовсім не закінчується написом «кінець» на екрані. Адже демонстрація фільму проходить безліч етапів: спочатку презентація на великому екрані в рідній країні, потім продаж за кордон, потім нескінченна кількість перепродажів різним ТВ-каналам і незлічена кількість телетрансляцій, зокрема на кабельних і супутникових каналах. Після цього — відео і DVD-версії. 4, 7